# 網站地圖

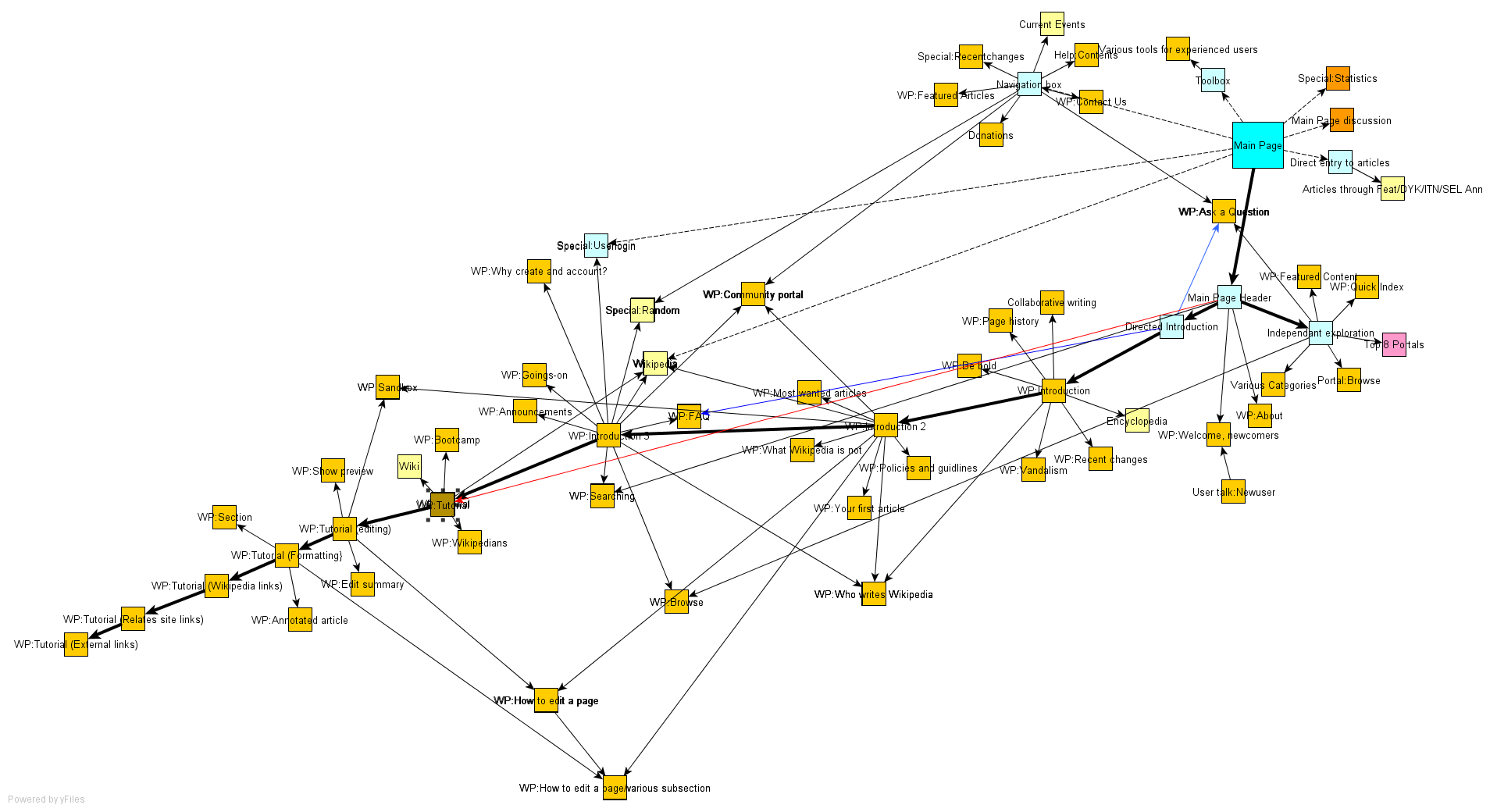
链接自英文维基主页的一个网站地图。

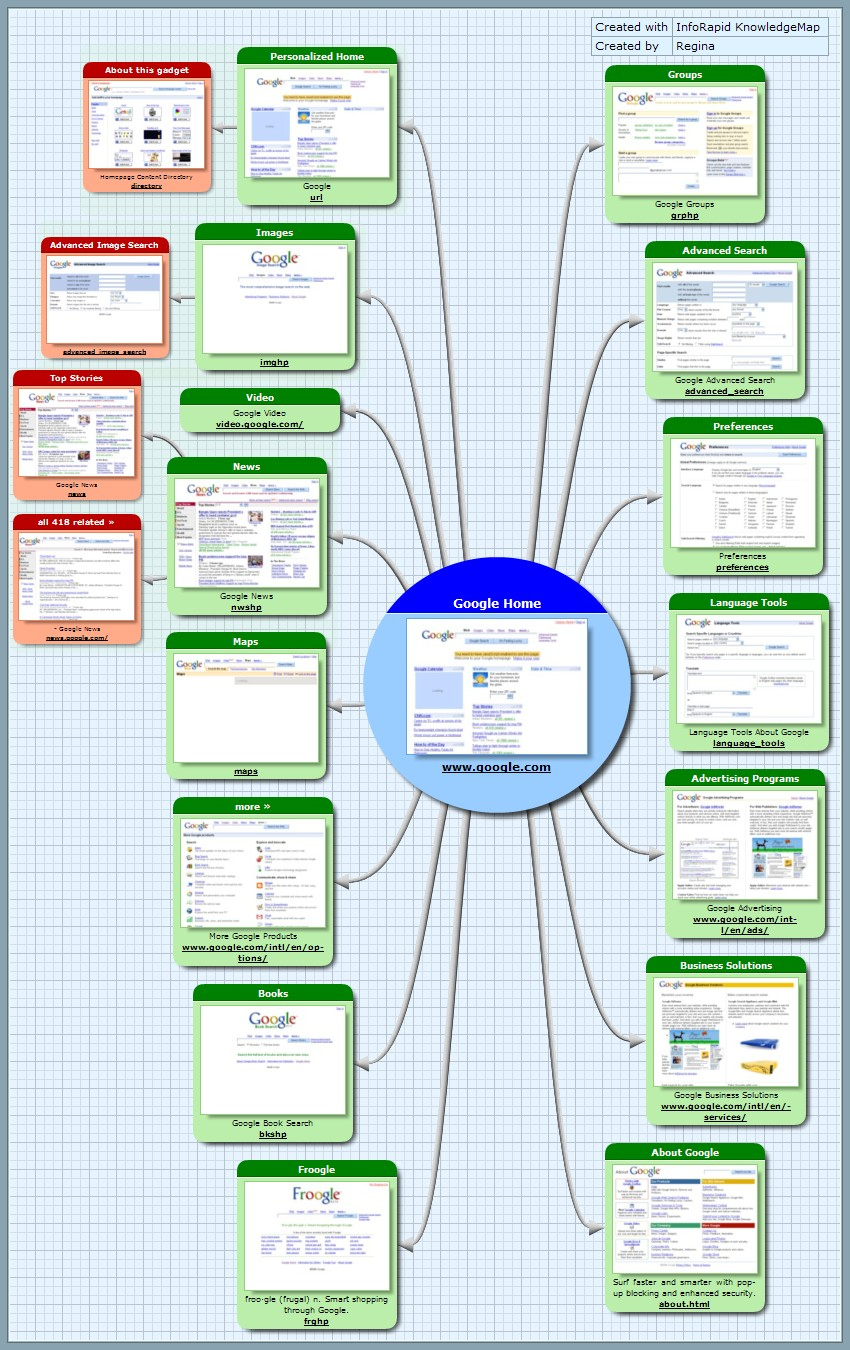
Google的网站地图

站点地图（英語：Sitemap）描述了一个网站的架构。它可以是一个任意形式的文档，用作网页设计的设计工具，也可以是列出网站中所有页面的一个网页，通常采用分级形式。这有助于访问者以及搜索引擎的爬虫找到网站中的页面。
一些开发者认为网站索引是组织网页的一种更合适的方式，但是网站索引通常是A-Z索引，只提供访问特定内容的入口，而一个网站地图为整个站点提供了一般的自顶向下的视图。

## 网站地图的好处
网站地图对于提高用户体验有好处：它们为网站访问者指明方向，并帮助迷失的访问者找到他们想看的页面。对于SEO，网站地图的好处就更多了：
1. 为搜索引擎爬虫提供可以浏览整个网站的链接；
2. 为搜索引擎爬虫提供一些链接，指向动态页面或者采用其他方法比较难以到达的页面；
3. 如果访问者试图访问网站所在域内并不存在的URL，那么这个访问者就会被转到“无法找到文件”的错误页面，而网站地图可以作为该页面的“准”内容。

网站地图通过使所有页面可被找到来增强搜索引擎优化的效果。这对于那些使用Adobe Flash或JavaScript菜单而不包含HTML链接的站点尤其重要。
大部分搜索引擎只跟踪页面内有限数量的链接，因此当网站非常大的时候，网站地图对于使搜索引擎和访问者可以访问网站中的所有内容就变得必不可少了。

## XML网站地图sitemaps
sitemaps是站点管理员向搜索引擎爬虫公布站点可被抓取页面的协议，sitemap文件内容必须遵循XML格式的定义。每个URL可以包含更新的周期和时间、URL在整个站点中的优先级。这样可以让搜索引擎更佳有效的抓取网站内容。
Google引入了Google网站地图使得网页开发者可以发布整个站点的链接列表。其基本假设是一些站点拥有大量动态页，而这些页面只能通过表单和用户登录来访问。网站地图文件可以被用来指引网络蜘蛛如何找到这类页面。Google、MSN、Yahoo以及Ask都支持网站地图协议。
由于MSN、Yahoo、Ask以及Google使用同样的协议，因此拥有一个站点地图可使这四个最大的搜索引擎的页面信息保持最新。网站地图不保证所有的链接可被抓取，而被抓取了也不一定会做成索引。但是，一个站点地图仍然是使一个搜索引擎获得你整个站点信息的最保险的方式。
XML站点地图替换掉了旧的通过在搜索引擎提交页面填写"提交给搜索引擎"的表单的方式。现在网页开发者无需直接提交一个站点地图，而是等待搜索引擎来找到它。
然而提交Sitemap和提升網站排名並無關係，Sitemap只是加速你網站被Google爬取。

### Google網站地圖的大小限制
各大搜索引擎為了優化網站地圖的讀取效率，限制了單個網站地圖文件的大小，以Google為例：每个站点地图文件中包含的网址不得超过 50000 个，且压缩前的文件大小不得超过 50 MB。為了提高讀取效率，一般搜索引擎都會建議將網站地圖文件分割成多個較小的文件，這樣不僅可以加快讀取速度，也可以讓搜索引擎每次只需要讀取最新的網站地圖文件，為網站減少带宽的浪費。